# Unión por la República (Mauritania)

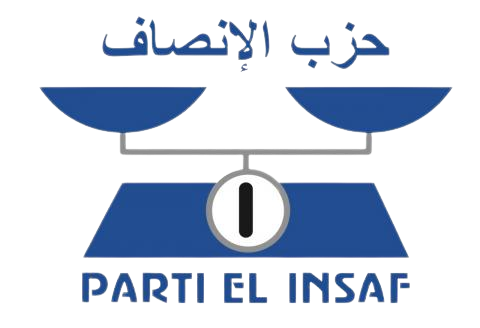
Logo del partido mauritano El Insaf.

La Unión por la República (UPR) (en árabe: الإتحاد من أجل الجمهورية, en francés: Union pour la République) es un partido político mauritano. Fue fundado en 2009 por Mohamed Ould Abdel Aziz después de que disolviera la junta militar que imperaba en el país, desde 2008, y se presentara como Presidente de Mauritania. Aziz renunció a la presidencia del partido el 2 de agosto de 2009, después de ganar las elecciones presidenciales, y según la ley, el poder ejecutivo no debía militar ningún partido. El partido también ganó 13 de los 17 escaños en la reelección de senadores del país en 2009, otorgando al UPR un total de 38 de los 53 escaños en el senado.
A partir de 2011, el UPR es parte de la coalición gobernante en Mauritania, y es el partido político más grande de la Asamblea Nacional.

## Líderes
- Mohamed Ould Abdel Aziz (5  de mayo de 2009 – 2 de agosto de 2009)
- Mohamed Mahmoud Ould Mohamed Lemine (2009 – presente)